# 賈斯汀·詹姆斯
賈斯汀·泰勒·詹姆斯（1997年1月24日—）為美國男子籃球運動員，場上主打得分後衛與小前锋位置，現效力於台灣職業籃球大聯盟高雄全家海神。

## 職業生涯
2019年6月20日，詹姆斯在2019年NBA选秀以第二輪第40順位被沙加緬度國王選中。7月10日，沙加緬度國王簽下詹姆斯。
2021年12月26日，新奥尔良鹈鹕以10天合約簽下詹姆斯。
2022年12月13日，詹姆斯加盟法國籃球甲級聯賽大都會92。
2023年3月2日，詹姆斯加盟NBA G聯盟克里夫蘭劍客。
2025年8月2日，詹姆斯加盟台灣職業籃球大聯盟高雄全家海神。

## 生涯數據

### NBA

#### 例行賽
| 賽季     | 球隊         | GP | GS | MPG | FG%  | 3P%  | FT%  | RPG | APG | SPG | BPG | PPG |
| -------- | ------------ | -- | -- | --- | ---- | ---- | ---- | --- | --- | --- | --- | --- |
| 2019–20  | 沙加緬度國王 | 36 | 0  | 6.4 | .417 | .310 | .476 | .9  | .5  | .2  | .3  | 2.5 |
| 2020–21  | 沙加緬度國王 | 36 | 0  | 8.6 | .468 | .368 | .583 | .8  | .6  | .2  | .1  | 3.9 |
| 生涯總計 | 生涯總計     | 72 | 0  | 7.5 | .446 | .343 | .544 | .9  | .6  | .2  | .2  | 3.2 |

## 外部連結
- 贾斯汀·詹姆斯在fiba.basketball（英语）
- 贾斯汀·詹姆斯在NBA官網（英语）
- 贾斯汀·詹姆斯在NBA G聯盟官網（英语）
- 贾斯汀·詹姆斯在法國籃球甲級聯賽官網（法语）
- 贾斯汀·詹姆斯在Basketball-Reference.com（NBA）（英语）
- 贾斯汀·詹姆斯在Basketball-Reference.com（NBA G聯盟）（英语）
- 贾斯汀·詹姆斯在Basketball-Reference.com（國際）（英语）
- 贾斯汀·詹姆斯在Sports-Reference.com（NCAA）（英语）
- 贾斯汀·詹姆斯在ESPN（NBA）（英语）
- 贾斯汀·詹姆斯在Eurobasket.com（球員）（英语）
- 贾斯汀·詹姆斯在Proballers（英语）
- 贾斯汀·詹姆斯在RealGM（球員）（英语）